# Boston Marathon 1931
De Boston Marathon 1931 werd gelopen op maandag 20 april 1931. Het was de 35e editie van de Boston Marathon. Aan deze wedstrijd mochten geen vrouwen deelnemen. De Amerikaan James Henigan kwam als eerste over de streep in 2:46.45.
Het parcours is te kort gebleken. Het had namelijk niet de lengte van 42,195 km, maar 41,1 km.

## Uitslag
| rang   | naam           | land | tijd    |
| ------ | -------------- | ---- | ------- |
| Goud   | James Henigan  | USA  | 2:46.45 |
| Zilver | Fred Ward      | USA  | 2:49.03 |
| Brons  | Karl Koski     | FIN  | 2:53.41 |
| 4      | Sulo Fagerlund | USA  | 2:53.41 |
| 5      | Clarence DeMar | USA  | 2:55.46 |
| 6      | Percy Wyer     | CAN  | 2:56.01 |
| 7      | Dave Komonen   | FIN  | 2:58.31 |
| 8      | Paul De Bruyn  | GER  | 2:59.09 |
| 9      | Gordon Norman  | USA  | 3:03.33 |
| 10     | Johnny Miles   | CAN  | 3:04.56 |

1897 ·
1898 ·
1899 ·
1900 ·
1901 ·
1902 ·
1903 ·
1904 ·
1905 ·
1906 ·
1907 ·
1908 ·
1909 ·
1910 ·
1911 ·
1912 ·
1913 ·
1914 ·
1915 ·
1916 ·
1917 ·
1918 ·
1919 ·
1920 ·
1921 ·
1922 ·
1923 ·
1924 ·
1925 ·
1926 ·
1927 ·
1928 ·
1929 ·
1930 ·
1931 ·
1932 ·
1933 ·
1934 ·
1935 ·
1936 ·
1937 ·
1938 ·
1939 ·
1940 ·
1941 ·
1942 ·
1943 ·
1944 ·
1945 ·
1946 ·
1947 ·
1948 ·
1949 ·
1950 ·
1951 ·
1952 ·
1953 ·
1954 ·
1955 ·
1956 ·
1957 ·
1958 ·
1959 ·
1960 ·
1961 ·
1962 ·
1963 ·
1964 ·
1965 ·
1966 ·
1967 ·
1968 ·
1969 ·
1970 ·
1971 ·
1972 ·
1973 ·
1974 ·
1975 ·
1976 ·
1977 ·
1978 ·
1979 ·
1980 ·
1981 ·
1982 ·
1983 ·
1984 ·
1985 ·
1986 ·
1987 ·
1988 ·
1989 ·
1990 ·
1991 ·
1992 ·
1993 ·
1994 ·
1995 ·
1996 ·
1997 ·
1998 ·
1999 ·
2000 ·
2001 ·
2002 ·
2003 ·
2004 ·
2005 ·
2006 ·
2007 ·
2008 ·
2009 ·
2010 ·
2011 ·
2012 ·
2013 ·
2014 ·
2015 ·
2016 ·
2017 ·
2018 ·
2019 ·
2020 ·
2021 ·
2022